# 香港技術標準
香港自十九世紀以來即為英國殖民地，至1997年7月1日主權移交中華人民共和國才結束；因在英國統治下百多年，加上英國本身為工業大國，故香港使用的技術標準絕大部分來自英國，但這情況自1997年主權移交後已有所變更。
香港并无设立负责制定和颁布本地标准的中央标准组织。各规管机关会按需要采用标准，并会避免因制定标准而主导市场的发展，或成为保护若干行业的手段。香港是国际电信联盟的成员，香港特别行政区政府创新科技署代表香港加入国际标准化组织。创新科技署梳理了大部分目前香港实行的技术规例。
根据香港法例第68章 《度量衡條例》，国际单位制（法例称为「十進制單位」）、英制单位、中国制单位均为香港的法定度量衡单位。

## 電力
香港市電為220伏特（早期為200伏特，1990年開始提升；英國則現為230伏特，早期為240伏特）、50赫茲。插頭及插座方面，雖然英國很早已有BS 546標準，但香港一直沒有統一規格，1990 年代中，香港政府才修訂法例強制執行。現時《電氣產品(安全)規例》（第406章，附屬法例G）规定電器须裝有符合BS 1363第1部或BS 546的三腳插頭。 

## 交通

### 铁路及轨道交通
香港第一條重型鐵路九廣鐵路－英段（大致為今港鐵東鐵綫）使用的軌距為1435毫米標準軌，其後由九廣鐵路公司興建的輕鐵、西鐵、馬鐵（後兩者現已合併為屯馬綫）使用標準軌。香港地鐵則使用和倫敦地鐵一樣的1432毫米軌距，但實際上與標準軌可互換及共同使用。（然而新建的路线均使用1435毫米规矩）。
连接内地的高速铁路香港段，为与中国内地高速铁路网直接互联互通，则执行由国家铁路局所制定的铁路标准及监管要求。
香港电车的轨距使用的是1067毫米。

### 民航
香港民航处负责制定在香港登记的民用航空器适航所需的飞行标准。
在香港飞行情报区内，航空交通管理（ATC）使用英尺作为高度单位（有别于中国内地使用米），其它使用的非国际单位制包含海里和节。

## 通讯及广播
香港的通讯、電視和聲音广播事务，均受通讯事务管理局管辖，《电讯（管制干扰）规例》（第106B章）规范了各类电讯相关设备的干扰管制合规要遵守的标准，包含来自美国联邦通讯委员会、国际无线电干扰特别委员会、欧洲标准、中华人民共和国国家标准、IEC的标准。

### 電話
1980年代開始，跟隨英國使用BS 6312 BT電話插座及插頭（俗稱英式或扁插）。2004年，香港電訊管理局建議所有新安裝或改裝電話插座改為使用RJ（俗稱美式或方插）插座及插頭。

### 流動通訊
2G通訊使用與英國、歐洲相同的GSM 900及1800。曾有業者使用北美的D-AMPS及CDMA制式，但現已淘汰。3G服務則使用W-CDMA，只有一家業者使用CDMA2000。
4G开始均使用3GPP所标准化的通讯制式。

### 電視及影音
模拟电视廣播，使用和英國一樣的 PAL-I 制式及麗音立體聲／多語言系統（中国内地則使用 PAL-D/K 制式，深圳部分發射站除外，使用和香港相同的PAL-I制式）。但香港出產的LD、DVD及VCD，則絕大部份使用NTSC制式；引入香港的家用游戏机，自第4世代起，也是NTSC制式。約1990年代初起，香港市面出售的電視機及錄影機，幾乎全部均最少兼容PAL-I、PAL-D/K，及NTSC影音（非廣播）訊號，以除接收香港或／及中國內地的電視廣播外，也可觀看NTSC制式的影帶及影碟、遊玩NTSC制式的家用遊戲機，稱為「國際線路」電視機。由于数字电视和高清广播的采用、以及数字信号的多媒体传输接口的普及，現時幾乎所有非廣播影像訊號器材，均以HDMI作訊號源及顯示器或電視機的連接界面，已沒有NTSC及PAL制式的區分。
2007年末開始的數碼電視廣播，則基于中國内地的 DTMB制式，其中视像编码使用MPEG-2或H.264，音频信号使用MPEG-1 Layer II或AC-3；EPG，字幕，字元编码等遵循ETSI在DVB中使用的标准 。2020年12月1日起，香港全面实施数码電視广播，并终止模拟电视广播。
香港在DVD分區屬第3區（中國内地屬第6區，英國則屬第2區）；Blu-ray Disc分區屬A/1區（中國内地屬第C/3區，英國則屬第B/2區）。

## 资讯科技

### 字元編碼
中文界面咨询委员会早期基于Big5字元创建了香港增補字符集（HKSCS），以适应专属于香港本地字符（如“粤方言用字”），现已增添 Unicode，并为汉字字符添加仓颉码和粤拼码。同时提供汉字字符“宋体（印刷体）”、“楷体”字形参考及与台宋字形的差异。

### 鍵盤
中文界面咨询委员会并未提供适用于香港的键盘布局参考。Microsoft Windows提供的香港繁体中文键盘是纯拉丁字母的ISO/IEC 9555布局，Apple 香港默认提供的是使用“美式英文”布局选项的Mac。

### 流动支付
香港银行同业结算有限公司（HKICL）为全港流动支付应用程式提供“转数快”服务，可进行跨银行、跨储值支付工具的支付。并使用共用二维码标准（基于EMV标准），促进本地及国际支付服务营运商、电子钱包及银行使用同一个二维码接受电子支付。
八达通是香港常见的支付工具，其使用了日本SONY的FeliCa技术，并于Apple Pay，Samsung Pay及Huawei Pay提供流动装置通过NFC方式使用八达通。，同时八达通流动应用程式是其中一个支持使用转数快的实例。

## 外部連結
- Online catalogue on Tenby products (Tenby has been acquired by Legrand)[]